# Герб Великого Березного

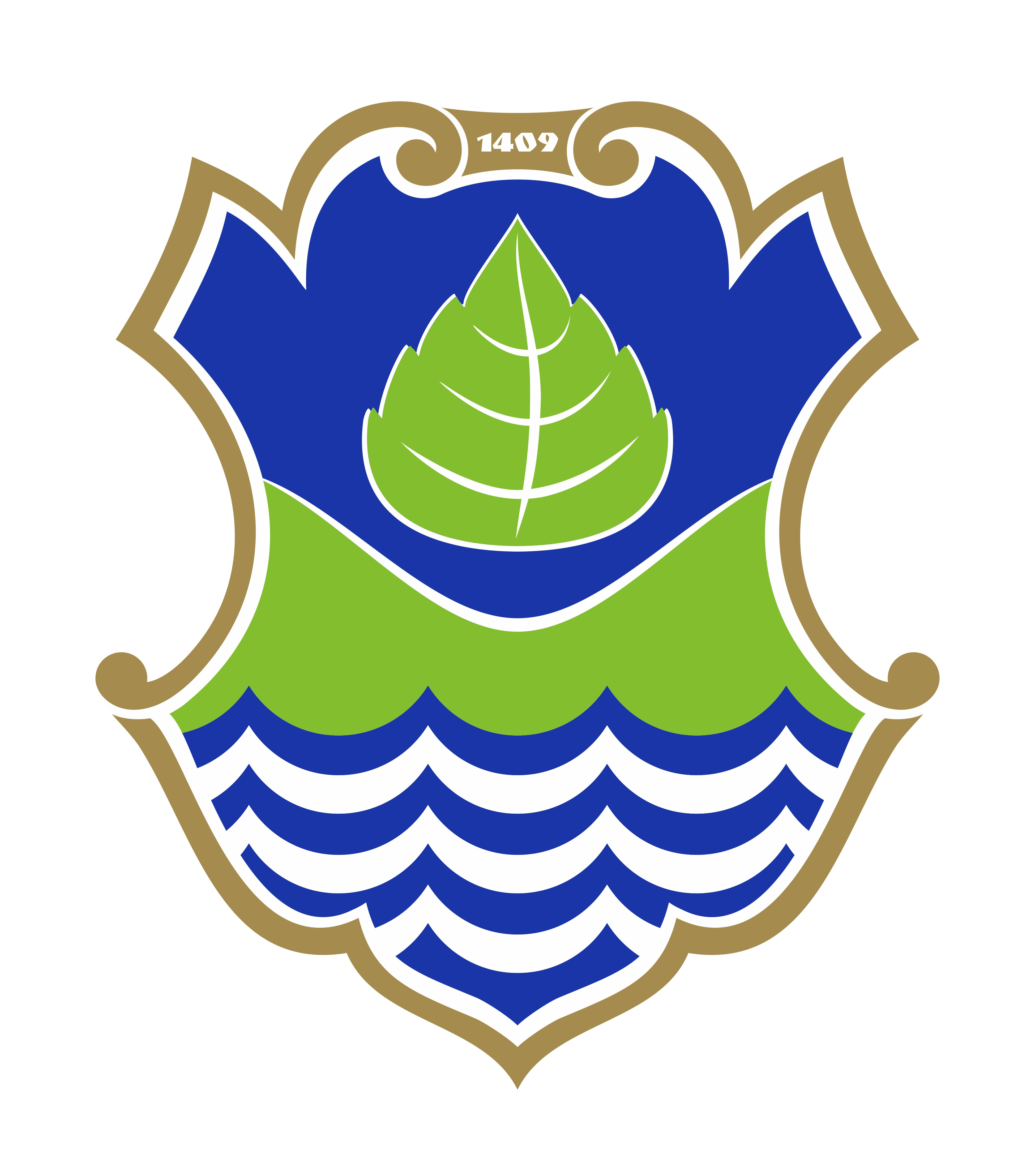

Герб Великого Березного — офіційний герб селища Великий Березний, Закарпатської області.
Затверджений 21 липня 2017 року рішенням № 285 сесії Великоберезнянської селищної ради.

## Опис
На золотому щиті рослинного походження розміщено листок дерева берези, яка є символом Великого Березного. Листок зображено на блакитному небі, між горами і понад хвилями річки Уж, що характеризує розміщення селища. У верхній частині щита викарбувано рік заснування — 1409 (згідно перших історичних згадок про селище).
Герб створено в дарунок рідному селищу художником-дизайнером Близнецем Денисом Володимировичем.